# Nehren, Baden-Württemberg
Nehren là một xã nằm ở huyện Tübingen, thuộc bang Baden-Württemberg, Đức.